# Jóslat (Bonanza Banzai-album)
A Jóslat a Bonanza Banzai utolsó stúdióalbuma. 11 szám szerepelt rajta. 1994 augusztus végén jelent meg. A lemez dedikálására a Vörösmarty téren került sor. A dalok zenéjét Hauber Zsolt, a szövegét Kovács Ákos szerezte.

## Az album dalai
|     | Cím                | Hossz |
| --- | ------------------ | ----- |
| 1.  | "Jóslat"           | 4:20  |
| 2.  | "Érints meg"       | 4:10  |
| 3.  | "Barátom"          | 4:46  |
| 4.  | "Csak a dal"       | 4:17  |
| 5.  | "Térj vissza"      | 3:56  |
| 6.  | "Pogo'94"          | 3:18  |
| 7.  | "Régi indulat"     | 4:20  |
| 8.  | "Ha újra élhetnék" | 4:35  |
| 9.  | "Evlyn Roe"        | 4:33  |
| 10. | "Kezemet nyújtom"  | 3:53  |
| 11. | "Jóslat (reprise)" | 3:25  |